# Plagulibasis ciliata
Plagulibasis ciliata là một loài chuồn chuồn kim trong họ Coenagrionidae.
Plagulibasis ciliata được Ris miêu tả khoa học năm 1913.